# 福克兰群岛
福克兰群岛（英語：Falkland Islands，/ˈfɔːklənd, ˈfɔːl-, ˈfɒl-/），阿根廷称马尔维纳斯群岛（西班牙語：Islas Malvinas，西班牙語發音：[ˈizlaz malˈβinas]），是位于南大西洋巴塔哥尼亚大陆棚的群岛。主岛地处南美洲巴塔哥尼亚南部海岸以东约500公里，南纬52°左右海域。整个群岛包括东福克兰岛、西福克兰岛和776个小岛，总面积12,200平方公里。福克兰群岛是英国海外领土，拥有内部自治权，英国负责其国防和外交事务。群岛首府是斯坦利，位于东福克兰岛。
福克兰群岛的发现及其后欧洲人统治的历史均有争议。法国、英国、西班牙和阿根廷都曾在岛上设立定居点。英国于1833年重申了其主权，但此后的阿根廷历届政府仍宣称拥有岛上主权。1982年，阿根廷对岛上实施军事占领，福克蘭戰爭由此爆发，之后阿根廷战败撤军，英国再次拥有群岛。
根据2012年的人口普查结果，除卻服役军人及其家眷，福克兰群岛一共有2,932位居民，其中大部分都是具英国血统的福克兰群岛人。其他种族包括法国人、直布罗陀人和斯堪的纳维亚人。来自英国、南大西洋圣赫勒拿岛和智利的移民已经扭转岛上人口数量下降的趋势。群岛的主要和官方语言都是英语，根据《1983年英国国籍（福克兰群岛）法令》，福克兰群岛人都是合法的英国公民。
群島坐落在亚寒带和温带海洋性气候地区边界，两个主要岛屿上都拥有海拔高度达到700米的山脉。岛上有大量鸟类种群，但由于有外来物种的竞争，有许多种鸟类已经不再在主岛繁衍。群岛的主要经济活动包括渔业、旅游业和以高品质羊毛出口为重心的绵羊养殖业。由于与阿根廷存在海上争端，由福克兰群岛政府许可的石油勘探仍然有争议。

## 词源
福克兰群岛的名称源于福克兰海峡，该海峡将东西福克兰二岛分隔开来。英国探险队于1690年来到群岛，船长约翰·斯特朗（John Strong）以这次旅程的赞助人、海軍司庫第五代福克兰子爵安东尼·卡里来为海峡命名。子爵的头衔又是来源于苏格兰福克兰法夫，小镇的英文名称源于，意思是通过民间权利拥有的土地。不过这个名称正式应用到群岛则要到1765年，不列颠皇家海军船长约翰·拜伦代表乔治三世宣布群岛为“福克兰群岛”，“福克兰”也成为群岛的标准简称。
群岛的西班牙语名称“马尔维纳斯群岛”（Islas Malvinas）是由法语衍生而来，法国探险家路易斯·安东尼·布干维尔于1764年以此为群岛命名:121。布干维尔的船队是从圣马洛港出发，所以他將岛上创立的第一个定居点命名為圣马洛:121。而位于法国西部布列塔尼半岛的圣马洛港则是源于该市创建者、基督教同名福音传教士。
联合国第四委员会在第20届联合国大会上作出决定，除西班牙语外，所有其他语种的联合国文献都将把该领地称为“福克兰群岛（马尔维纳斯）”，西班牙语文献则称为“马尔维纳斯群岛（福克兰群岛）”（Islas Malvinas (Falkland Islands)）。

### 中文名稱
中華民國官方直接承認其屬於英國，對「福克蘭群島」一名並無異議，台灣的媒體、教科書與民間發行的世界地圖亦然，因此民間大多不知「馬爾維納斯群島」這個稱呼。
中華人民共和国政府目前支持阿根廷对该群岛的主权声索。历史上，中华人民共和国的地图和年鉴在1950至1960年代一直只用“福克兰”的名称，文革期间为了表示「对拉丁美洲国家的支持」，用括号加上了“马尔维纳斯群岛”，1982年后改用后者为正式名称，将“福克兰群岛”用括号加注，一般简称“马岛”。2014年2月11日，国家测绘地理信息局地理信息与地图司公布《关于在公开地图上表示有关国家和地区的通知》（国测图发〔2014〕1号），规定“马尔维纳斯群岛”统一标注为“马尔维纳斯群岛（阿根、英争议）（英称福克兰群岛）”，地图标注之外的文字说明部分可适当简化。首府“阿根廷港（斯坦利港）”改为“阿根廷港（斯坦利）”。

## 历史
虽然来自巴塔哥尼亚的火地群岛土著居民有可能早在史前时代就到达过福克兰群岛，但到欧洲人发现群岛时，这里仍然荒无人烟:367。早在16世纪末时就开始有探险家声称自己发现了这片群岛，但对于这些早期探险家发现的究竟就是福克兰群岛还是南大西洋的其它岛屿这点仍未达成共识:xiv–xv。1690年，英国船长约翰·斯壮途经秘鲁和智利近海到达群岛并发现了福克兰海峡，他还记录了岛上的水域和野生动物，这也是存在文献记载证实的人类第一次登陆该群岛:5。
1764年，法国船长路易斯·安东尼·布干维尔在东福克兰岛建立了路易港（福克兰群岛），福克兰群岛开始有人类居住。1766年，英国船长约翰·麦克布赖德也在森德尔斯岛建立了埃格蒙特港。不过，历史学家对各定居点的居民是否知晓另一个定居点存在仍未达成一致意见:226, 232, 269:9-10。1766年，西班牙获得了法国在岛上建立的定居点，并于次年将其更名为索莱达港。西班牙人发现埃格蒙特港后于1770年将其占领，引发了1770年福克兰群岛危机，大不列颠王国和西班牙之间的战争如箭在弦，但最终西班牙于1771年将埃格蒙特港归还英国，战争得以避免:26。
英国和西班牙人建立的定居点在群岛上共存到1774年，英国出于新的经济和战略考量主动从群岛撤军，乔治三世对福克兰群岛的主权主张名存实亡:26-27。西班牙的拉普拉塔总督辖区成为领地上仅有的政府存在。西福克兰岛处于荒废，索莱达港基本上成了战俘营:27。欧洲爆发拿破仑战争期间，英国夺取拉普拉塔总督辖区，1806年，群岛总督撤离，剩下的西班牙殖民地驻军也在1811年跟进，只剩高乔人和渔民自愿留了下来:27。
此后十余年间，只有渔船才偶尔来到这片群岛，其政治地位也没有什么争议。但到了1820年，为拉普拉塔联合省工作的美国私掠者大卫·朱伊特上校告知锚定船只，布宜诺斯艾利斯已于1816年宣布继承这片南大西洋西班牙殖民地的主权:27。由于群岛上没有永久居民，布宜诺斯艾利斯于1823年授权德国出生的商人路易斯·韦尔内在这里捕鱼并获取野牛。韦尔内于1826年在索莱达港遗址定居，然后逐渐积累资源，直到足以带来更多的定居者，形成永久性的殖民地:27-28。1829年，布宜诺斯艾利斯任命韦尔内为群岛军事和民事的总指挥:540-546，他则试图经过规管，阻止外来船只捕杀鲸鱼和海豹的活动:27。韦尔内的事业起初还算顺利，但到了1831年，因在捕捞权和狩猎权上出现争议，美国砲艦“列星頓號”对岛上定居点进行了突击搜查:541-544，美国海军将领西拉斯·邓肯宣布岛上的政府统治到此结束。

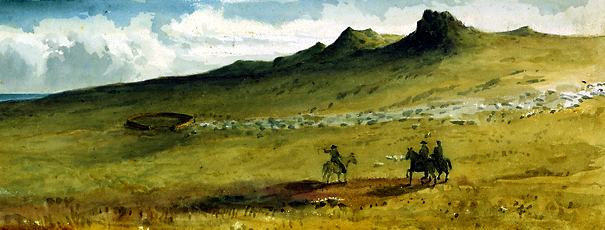
1849年福克兰群岛上的一处定居点，由英国皇家海军上将爱德华·范肖绘制。

布宜诺斯艾利斯试图通过派遣驻军保持对定居点的影响力，但在1832年的兵变发生后，英军于次年到达群岛，重申英国拥有这里的主权:50。以布宜诺斯艾利斯省長胡安·曼努埃尔·德·罗萨斯为首的阿根廷邦联抗议英国的这一做法:25-26，阿根廷从此还开始不间断地针对英国提出正式抗议:34-35。英国军队完成自己的使命后就离开了领地，群岛基本上变成“无人地带”:51-52。韦尔内的副手，苏格兰人马修·布里斯班同年返回群岛试图试图恢复韦尔内的事业，但是，高乔人安东尼奥·里韦罗在一片动荡的路易港带领其他多位“心怀不满的人士”谋杀了布里斯班和定居点的多位领导人，幸存者躲到了附近小岛的一个山洞，直到英国人返回并恢复秩序:51-52。1840年，福克兰群岛成为皇家殖民地，苏格兰定居者随后建立了正式的教會牧區。四年后，几乎所有居民都迁到了杰克逊港，认为这里更适合作为政府的所在地，商人塞缪尔·拉冯（Samuel Lafone）鼓励英国对群岛加以良好管理:9, 27。
杰克逊港不久后更名为斯坦利，并在1845年正式成为政府所在地:9。斯坦利早期曾因船运货物丢失导致声誉不佳，只有在紧急情况下，船只才会绕过合恩角停在该港口。不过，事实证明，福克兰群岛的地理位置对船舶维修来说非常理想，并且很适合进行销售和购买沉船及其上货物的“沉船贸易”:72-74。除了这些行业外，群岛的商业活动较少，因为牧场中野牛的皮革附加价值很低。1851年，福克兰群岛公司收购了拉冯日落西山的产业，然后成功地引进了用于羊毛养殖业的切维厄特绵羊，带动其他养殖场纷纷效仿，群岛上的经济开始有了起色:9。由于进口材料的成本很高，加上劳动力不足及由此产生的薪酬成本过高，船舶维修业开始失去竞争力。1870年以后，南美洲煤炭的低价加剧了蒸汽船取代帆船的步伐，群岛上的船舶维修业因此前景黯淡；到了1914年巴拿马运河开通时，岛上的这一行当很快就成了历史:72-73。1881年，福克兰群岛从经济上与英国独立:9。超过一个世纪的时间里，福克兰群岛公司从与英国的羊毛贸易中获益匪浅，公司主宰了群岛的贸易和就业，并且拥有斯坦利的大部分房屋:9。

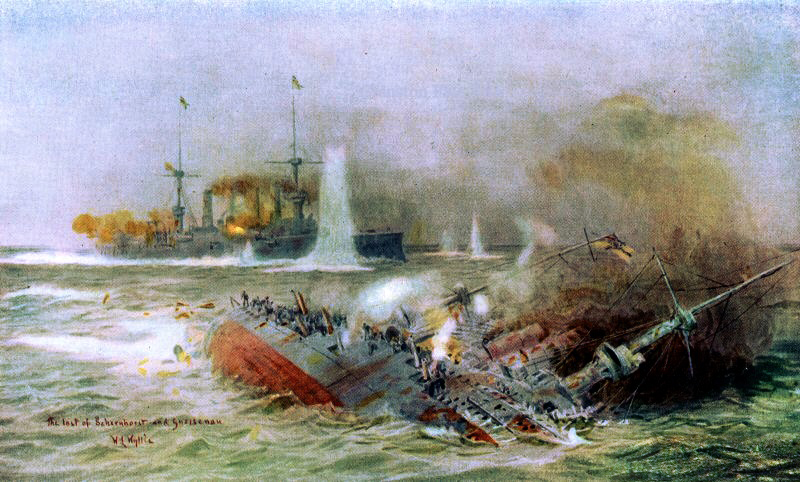
1914年福克兰群岛之战的海军对抗，由威廉·莱昂内尔·怀利所绘。

20世纪的前50年里，福克兰群岛在英国对亚南极岛屿和南极洲一部分的领土主张中起到了重要作用。福克兰群岛从1908年起将这些领土作为“福克兰群岛属土”进行管辖，直到1985年这些地区成为南乔治亚岛与南桑威奇群岛时止。福克兰群岛还成为英国控制南大西洋的辅助军事基地，在两次世界大战中都起到了一定作用。一战期间，福克蘭群島海戰于1914年12月爆发，一支皇家海军舰队战胜了德意志帝国的一支分遣舰队。到了二战时期，埃克塞特号重巡洋舰在1939年12月的拉普拉塔河口海战中受损，因此前往福克兰群岛进行修理:367。1942年，由于担心领地被日本侵占，一个原定前往印度的营重新部署到了福克兰群岛作为驻军。战争结束后，福克兰群岛的经济受到羊毛价格下降的影响，同时英国和阿根廷对群岛主权的纠纷死灰复燃，由此导致的政治不稳定也对经济产生了负面影响。
20世纪下半叶，阿根廷总统胡安·裴隆声称对群岛拥有主权，英国和阿根廷之间的关系日趨緊張:102。60年代期间，联合国通过了一项非殖民化的决议案，阿根廷认为这一决议案对自己的立场有利，两国间的主权争端于是愈演愈烈:125。1965年，联合国大会通过第2065号决议案，呼吁两国展开双边谈判，以和平手段解决争端:125。1966年至1968年，英国就移交福克兰群岛同阿根廷进行秘密谈判，认为群岛居民会接受这样的安排:24。1971年，双方就群岛和大陆间的贸易关系达成协议，阿根廷因此于1972年在斯坦利建成了一座临时机场:9。然而，福克兰群岛居民对此提出了异议，并通过强力游说英国议会表明了立场，再加上英国和阿根廷的紧张关系，双方的谈判一直冻结到了1977年:24-27。
1979年，撒切尔夫人当选英国首相，由于政府面临预算削减，而维持对福克兰群岛的註軍又需要一定的费用，英国再次考虑退出群岛，並与阿根廷就有关之和平协议谈判。但由于双方对主权方面都採立排他立场，实质性的主权谈判在1981年再度中止，双方的争端随时间的推移持续升级:28-31。1982年4月，阿根廷入侵福克兰群岛和英国在南大西洋的其他领地，分歧升级成了武装冲突，两个多月后，英国远征军重新夺回了包括福克兰群岛在内的所有领地:5, 10-12, 67:102-103。战争结束后，英国扩充了军力，增加了群岛的驻军规模，还建成了芒特普莱森特皇家空军基地:130-135。这场战争还遗留下了117片雷区，其中包含有近两万枚车辆和人员杀伤地雷。由于出现了大量伤亡，初步排雷作业于1983年中止。排雷作业于2009年重新开始，并于2020年10月完成。
根据沙克尔顿勳爵的建议，福克兰群岛的经济活动从以绵羊为基础的单一养殖业发展成渔业、旅游业和绵羊养殖业的混合产业，群岛上还建立了专属经济区:147。原有的道路网络得到拓展，快活岭空军基地的建成也让岛上可以起降长途航班:147。石油勘探也已启动，并且有迹象显示福克兰群岛盆地有望开展商业开采。2009年，英国根据《渥太华条约》中规定的义务开始再度展开地雷清除工作，到了2012年，萨伯山区域的地雷已经清除，这一拥有历史里程碑意义的地区得以在30年来首次对外界开放。1990年，阿根廷和英国重新建立了外交关系，但由于无法对未来主权讨论的条款达成一致，双边关系自重建以来就在不断恶化:102-103。两国政府间的纠纷已经导致“一些分析师预测，由于近期福克兰群岛周边水域捕鱼业的扩张......阿根廷和英国之间的利益冲突将日益加剧”:103。

## 政府

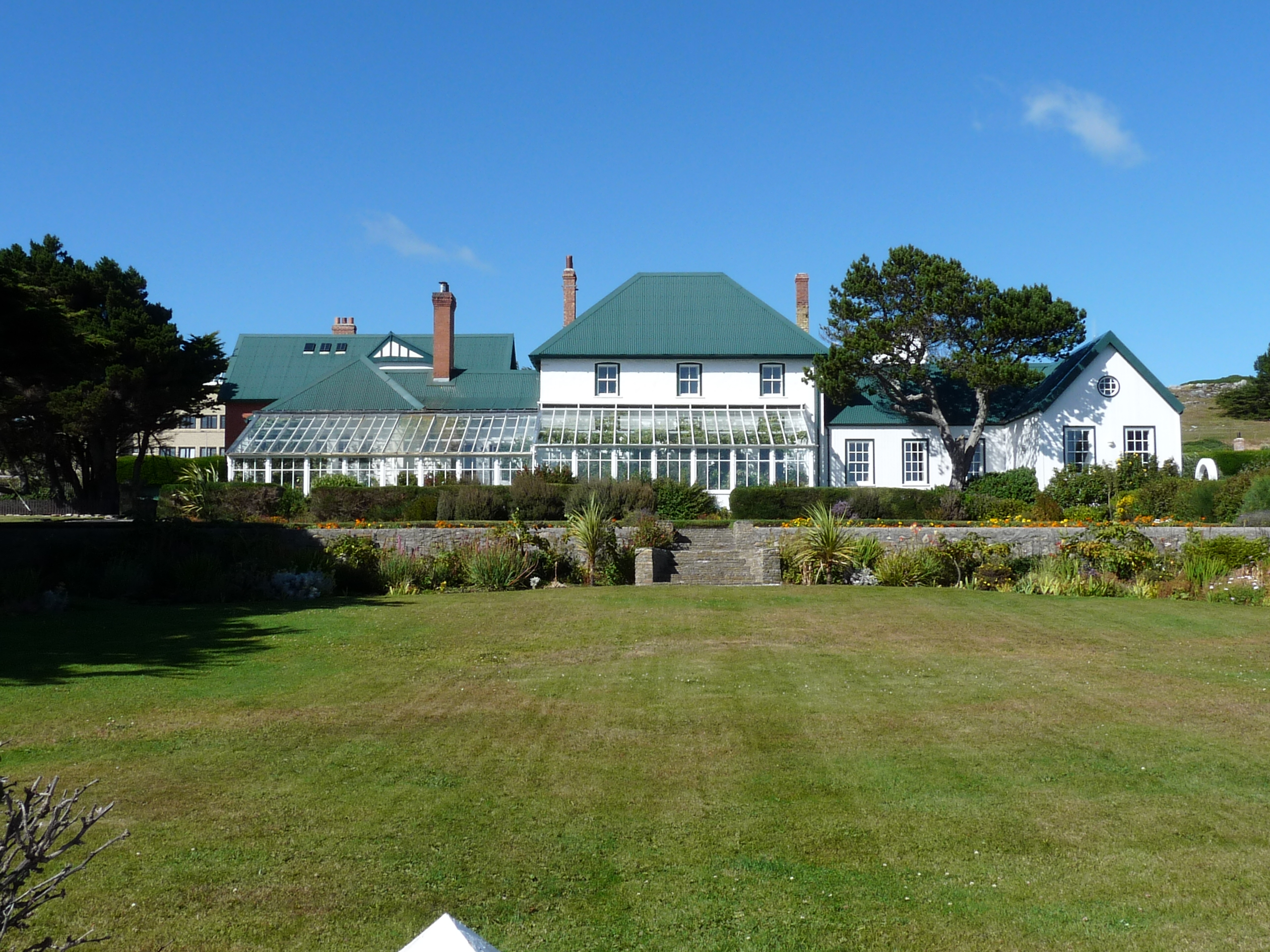
位于斯坦利的总督府是福克兰群岛总督的官邸所在

福克兰群岛属自治英国海外领土。根据2009年通过的宪法，群岛拥有充分的内部自治权，英国只负责外交和军事事务，保留军事力量“保护英国利益并确保领地整体上得到良好治理”。英国君主是国家元首，福克兰群岛总督代表君主行使行政权力，他还可以根据立法议员的建议任命行政长官。总督和行政长官都是政府首脑。现任总督艾莉森·布萊克于2022年7月获得任命，现任行政长官安迪·基林则是在2021年4月得到委任。英國現任主管福克兰群岛事務的官員是扎克·戈德史密斯，他负责管理英国有关群岛的外交政策。
总督根据群岛福克兰群岛行政局的建议行事，行政局由行政长官、财政總監和三名从立法议会中选出的议员组成，並由总督担任主席。立法会议采用一院制，其中包括行政长官、财政部长和八名议员，这八名议员经普选产生，任期四年，其中五名来自斯坦利，三名来自其他地区。福克兰群岛上不存在政党，所有政治家都无党籍。从2013年福克兰群岛普选开始，立法议员成為受薪工作，并且需要全职从事议会的工作，放弃之前的任何工作职位或商业利益。
在英國脫歐前，福克兰群岛曾經因为与英国之间的联系而成为欧洲联盟海外国家和地区的一份子。群岛的司法系统主要沿襲英国法律，受外交及联邦事务部监督，宪法中还将领地与《欧洲人权公约》的各项原则相结合。居民有权上诉至欧洲人权法院和英国枢密院。皇家福克兰群岛警察负责执法，对群岛的军事防御则由英国提供。群岛上有英国军队驻守，福克兰群岛政府还提供资金组建了一个额外的连级轻装步兵部队，称为福克兰群岛国防军。根据《联合国海洋法公约》，福克兰群岛领海从其沿海基线向外延伸200海里（相当于370公里）。

### 主权争议
英国和阿根廷都声称拥有福克兰群岛的主权，被列入联合国非自治领土名单。英国的立场是：福克兰群岛的主权由福克兰群岛的人民决定，福克兰群岛的人民在公投中已经大比数支持留在英国，英国尊重他们的决定。福克兰群岛的主权，已经由福克兰群岛的人民亲自决定了，因此不存在任何有关群岛且悬而未决的问题。英国这些立场源于其自1833年起对群岛的持续管理（仅有1982年阿根廷短暂入侵群岛期间例外），并且岛上居民“根据《联合国宪章》拥有自决权”。阿根廷方面政策坚持认为，福克兰群岛人没有自决的权利。阿根廷坚称于1816年独立时从西班牙手中继承了群岛的主权，因此英国1833年的占领属于非法行为。
2009年，英国首相戈登·布朗与阿根廷总统克里斯蒂娜·费尔南德斯·德基什内尔举行会晤，他表示不会再对福克兰群岛的主权问题作进一步蹉商。2013年3月，福克兰群岛针对其政治地位举行了2013年福克兰群岛主权公投，99.8%的选民支持群岛继续作为英国海外领土。阿根廷拒绝接受福克兰群岛加入谈判，并且也不接受群岛上的公投结果。

## 地理

福克兰群岛地图

福克兰群岛的陆地面积为1.22万平方公里，海岸线长约1,300公里。整个群岛由东福克兰岛、西福克兰岛两个主岛和约776个小岛组成，地形上以山区和丘陵为主，不过东福克兰岛的拉弗尼亚半岛则是一片沉积平原。福克兰群岛是1.3亿年前冈瓦那大陆开始分裂形成南大西洋过程中的大陆地壳碎片产物，坐落在大西洋南部的巴塔哥尼亚大陆棚上，位于阿根廷南部的巴塔哥尼亚以东约500公里海域。
福克兰群岛坐落在南纬51°40′到53°00′，西经57°40′到62°00′之间。两个主要岛屿中间由福克兰海峡分隔，沿海岸线凹陷成港湾。斯坦利是领地首府，也是人口最多的镇，与快活岭空军基地、群岛最高点尤斯伯恩山（Mount Usborne，海拔705米）均位于东福克兰岛。除了以上提及的3个定居点人口较多外，群岛的其它地区俗称为，这个词来源于西班牙语的“农村”一词（Campo）:Camp。
福克兰群岛气候属寒冷、多风且潮湿的海洋性气候，整个群岛的日常天气都很多变:16。全年有过半天数会出现降水，斯坦利的年均降雨量约为610毫米，同时全年都可能出现零星小雪。斯坦利的气温通常在21.1°C到零下11.1°C之间，但在年初可能会出现9°C，7月出现零下1°C的情况:16。岛上经常出现强烈的西风和多云天气。虽然每个月都会出现多场风暴，但程度通常较为平静:16。

## 生物多样性

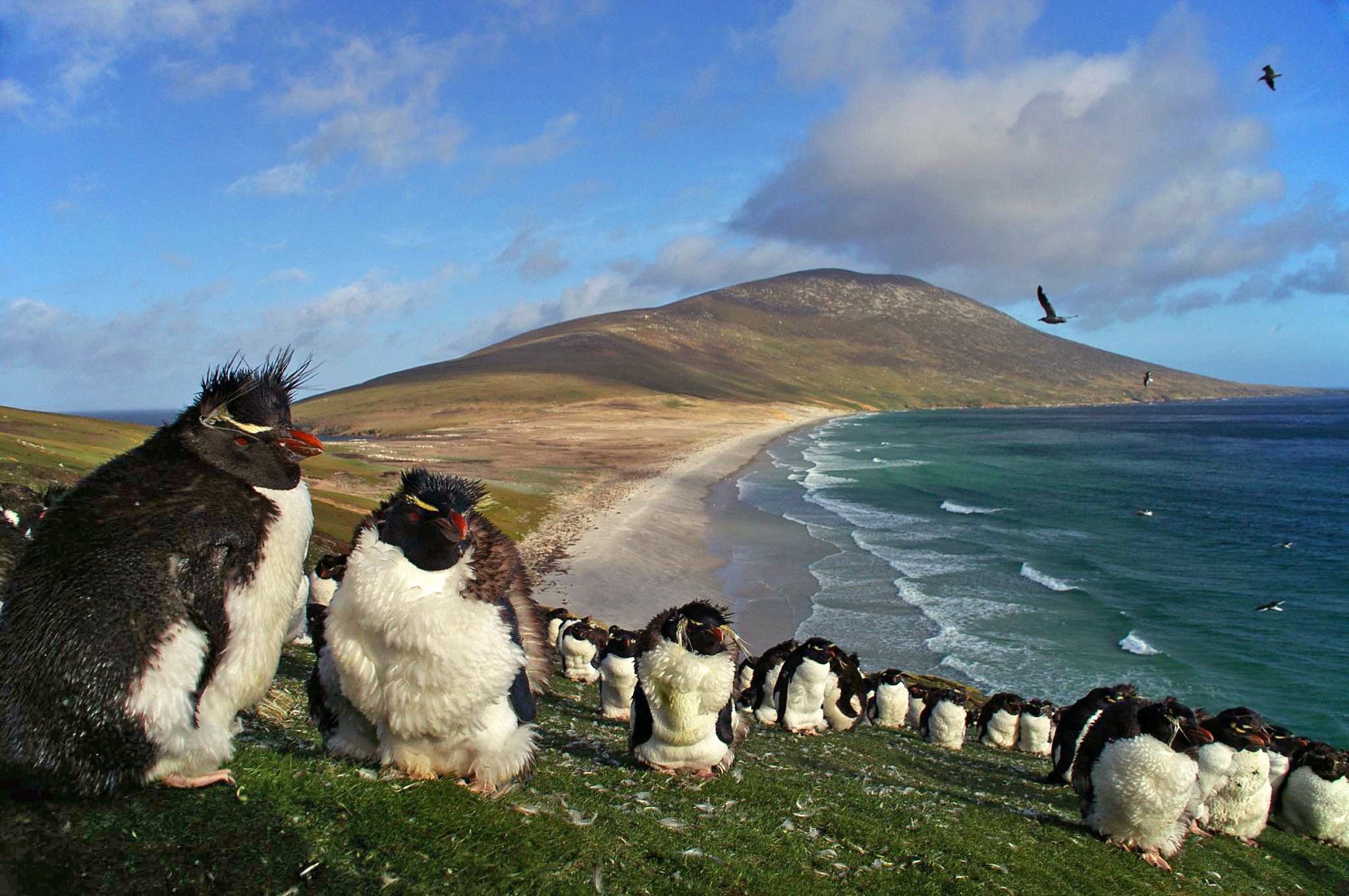
森德尔斯岛成群的南跳岩企鹅

福克兰群岛是亚南极界生物地理的组成部分，与南美大陆巴塔哥尼亚的动植物群存在紧密联系。福克兰群岛的大部分鸟都是陆栖鸟类，全部63种在群岛繁殖的鸟中有16个特有种:131。岛上的节肢动物也很多样:132。福克兰群岛拥有163种原生维管植物:129。福克兰狼（又名福克兰群岛狐）本是群岛仅有的原生哺乳动物，但已因欧洲定居者的捕杀而灭绝:370。
群岛上经常有海洋哺乳动物光顾，例如南象海豹、南美毛皮海狮和各种类型的鲸，近海岛屿上还生活有罕见的条纹卡拉鹰。群岛周边的特有鱼类主要是南乳鱼属:132。福克兰群岛上没有乔木，其植物群主要由各种亚灌木抗风植物组成。
整个群岛几乎都是绵羊的牧场，引进物种包括驯鹿、野兔、家兔、巴塔哥尼亚狐、猪、马、褐鼠和猫。这些外来物种已经对原生动植物构成不利影响，为此政府试图对狐、兔和鼠之类入侵物种的繁殖设限，甚至将其全部剿杀。特有陆地动物受这些引进物种的影响最大。由于缺乏生境变化的长期数据，人类对福克兰群岛环境的影响程度暂不明了。

## 经济

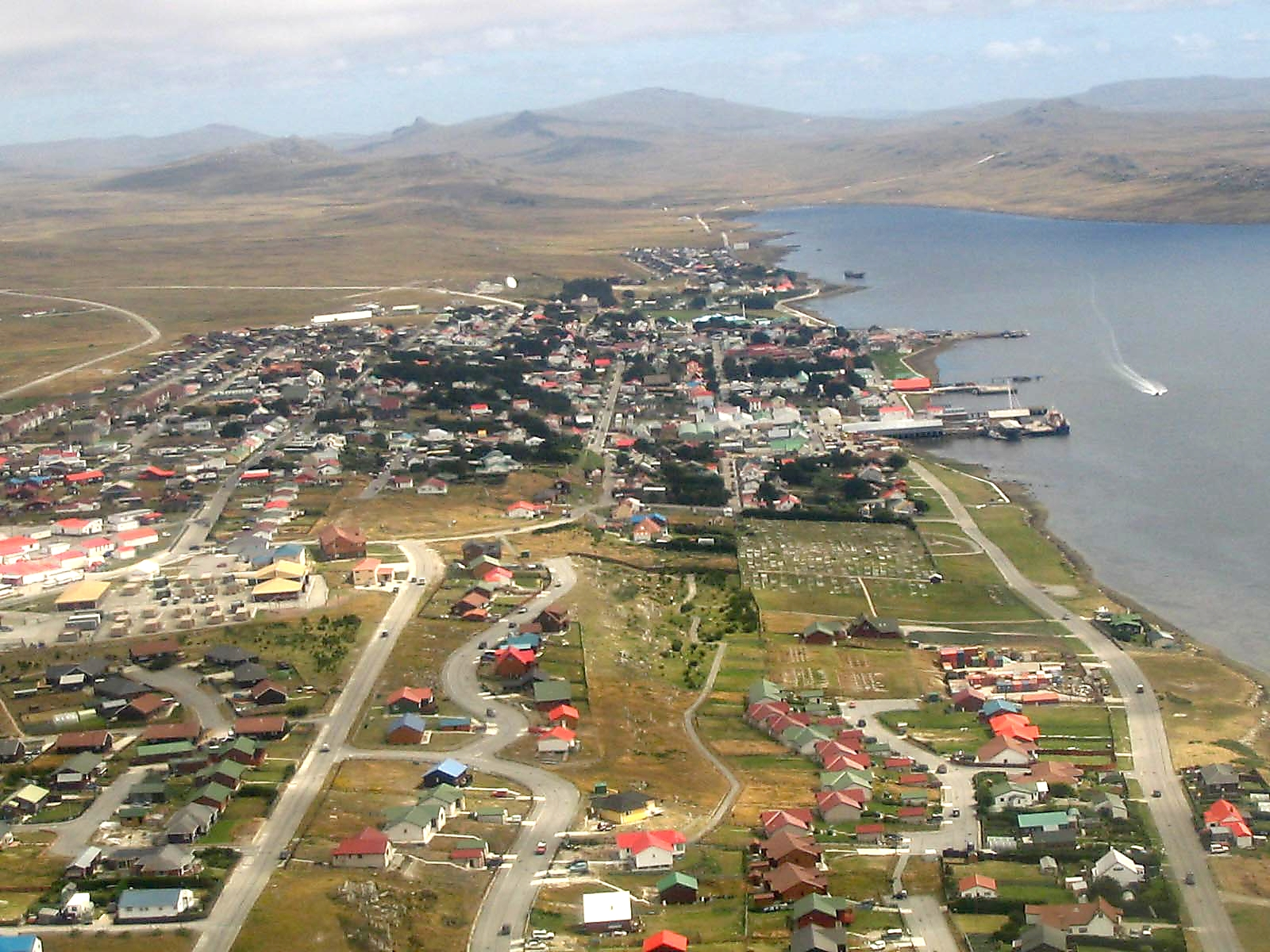
斯坦利是福克兰群岛经济的金融中心

按购买力平价计算，福克兰群岛的国内生产总值在全世界229个国家和地区中排名第222，人均则排名第十。2010年的统计的失业率为4.1%；上一次计算通货膨胀率是在2003年，为1.2%。根据2010年的数据，群岛的人类发展指数很高，达0.874:47，代表贫富差距的基尼系数为0.3417，处于中等水平:54。福克兰群岛镑是当地的流通货币，与英镑等值。
船只补给和以高品质羊毛为中心的绵羊养殖推动了地方经济发展。20世纪80年代，合成纤维的出现和牧场投入不足对绵羊养殖业造成了不利影响，但政府建立的专属经济区，以及向“任何希望在这片区域范围内捕鱼的人”销售捕鱼许可证都成为了新的主要收入来源，福克蘭群島周圍也是臺灣遠洋漁業在大西洋海域的主要作業區域，在此區內每年有十餘萬噸的魷魚捕獲量。1982年福岛战争结束后，福克兰群岛的经济重心逐渐向油田勘探和旅游业转移。
斯坦利是一个港口城市，作为领地首府，它也是群岛的经济中心，越来越多的工人从乡村地区迁居到此工作，城市人口由此逐渐增长。由于担心过分依赖捕鱼许可证的收入和过度捕鱼、非法捕鱼以及鱼类市场价格波动的威胁，群岛开始更为关注石油钻探，将其作为另一收入来源，不过暂时仍未找到“可開採量”。福克兰政府已经在没有得到英国援助的情况下资助了多个教育和体育发展项目。
第一产业在福克兰群岛中占据了大半江山，单捕鱼业就贡献了50%到60%的年度，农业也是重要的经济产业，岛上有十分之一的人口从事这一行业。全领地略超过四分之一的劳动力为福克兰群岛政府工作，政府因此成为这里的头号雇主。作为服务业组成部分的旅游业受到南极探险的刺激和带动，并且从连接英国和南美的直线航班中获益。大部分游客都是乘游船前来，他们受到群岛的野生动物和环境吸引，还对钓鱼、沉船潜水等活动有兴趣，其中大部分人都会在斯坦利住宿:183。领地的主要出口产品包括羊毛、皮革、鹿肉、鱼和乌贼，主要进口商品则是燃料、建筑材料和服装。

## 人口统计

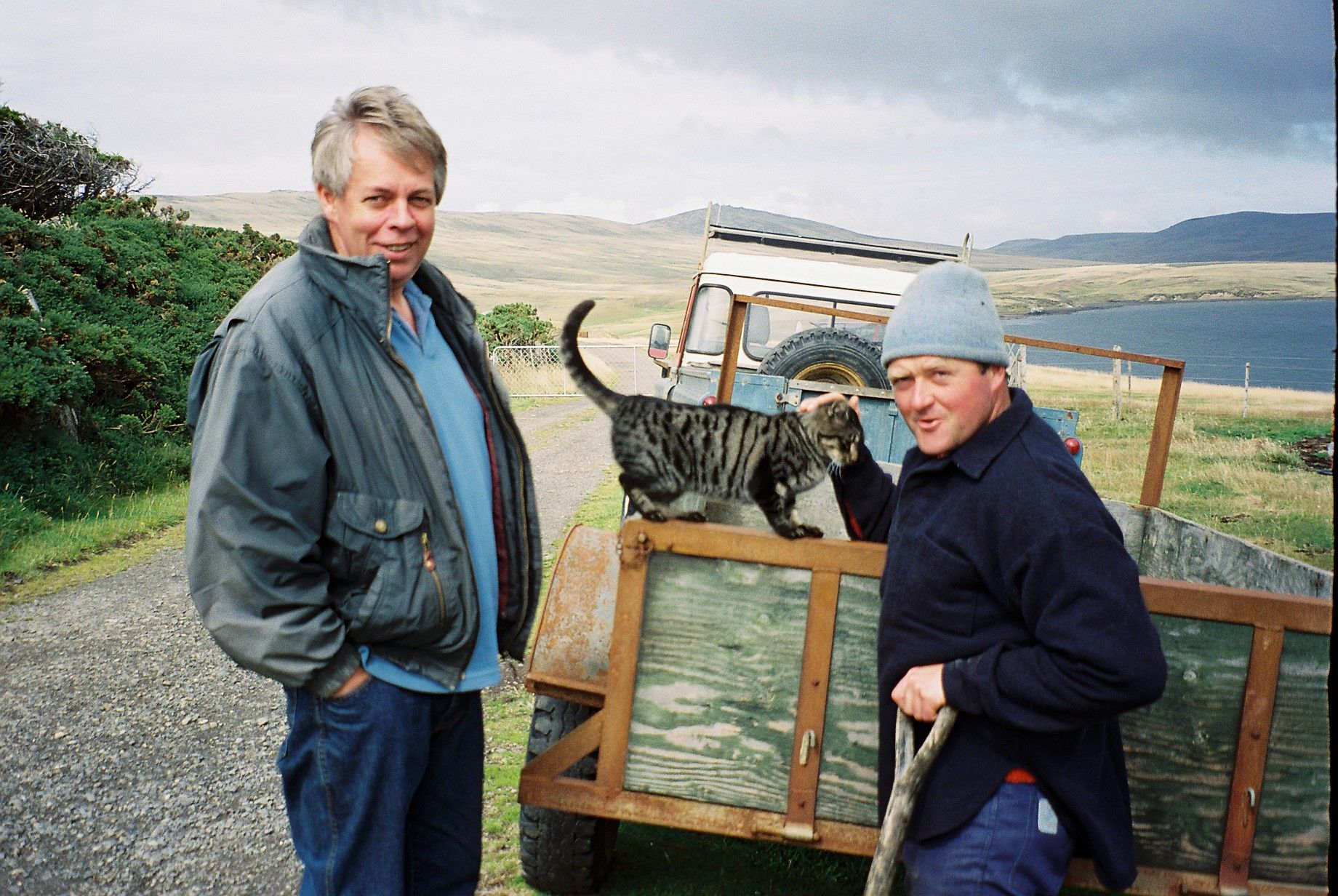
大部分福克兰群岛居民是威尔士和苏格兰血统

福克兰群岛属同质社会，大部分居民都是1833年移民来此的苏格兰和威尔士人后裔:9。2006年的人口普查还表明部分岛民是法国、直布罗陀和斯堪的纳维亚人的后代。这次人口普查显示，有三分之一的岛民是在群岛上出生。英國國會在1983年通過的《1983年英国国籍（福克兰群岛）法令》說明當地所有居民都是英國公民:9。
20世纪期间，福克兰群岛曾受到人口不足的严重影响，许多青年岛民为了追求现代生活方式和更好的工作机遇而离开了群岛:18:173。进入21世纪后，岛上人口得到来自英国、圣赫勒拿岛和智利的移民补充，人口数量趋于稳定。2012年，群岛再次进行了人口普查，大部分居民都将自己的国籍列为福克兰群岛人，比例达59%，接下来分别是英国人（29%）、圣赫勒拿岛人（9.8%）和智利人（5.4%）。
福克兰群岛的人口密度较低:181。根据2012年的人口普查，如不计服役军人及其家属，群岛的日均人口为2,932。2012年的一份报告表明福克兰群岛上有1,300位制服军人和50名英国国防部的公务员。斯坦利是领地人口最多的所在，拥有2,121位居民；其后是拥有369位居民的快活岭，这些人中大部分是空军基地的承建商；其他农村地区则生活了351人。岛上大部分居民都处于就业年龄（20至60岁），男性多于女性（53%和47%），并且这种差距在20至60岁年龄段人群中最为突出。根据2006年的人口普查，大部分岛民认为自己是基督徒（67.2%），非基督徒中拒绝回答这个问题或是自称没有宗教信仰的占31.5%，剩下的1.3%（39人）是其他宗教的信徒。
福克兰群岛的教育制度向所有5至16岁居民实行免费义务教育。斯坦利、快活岭空军基地和多个农村定居点都有提供小学教育，但要上中学则必须前往斯坦利，这里提供寄宿设施和12个普通中等教育證書（GCSE）等级科目。16岁或以上的学子也可以前往英国的高校学习，并取得普通教育高级程度证书（A-Level）或职业訓練資歷。

## 文化

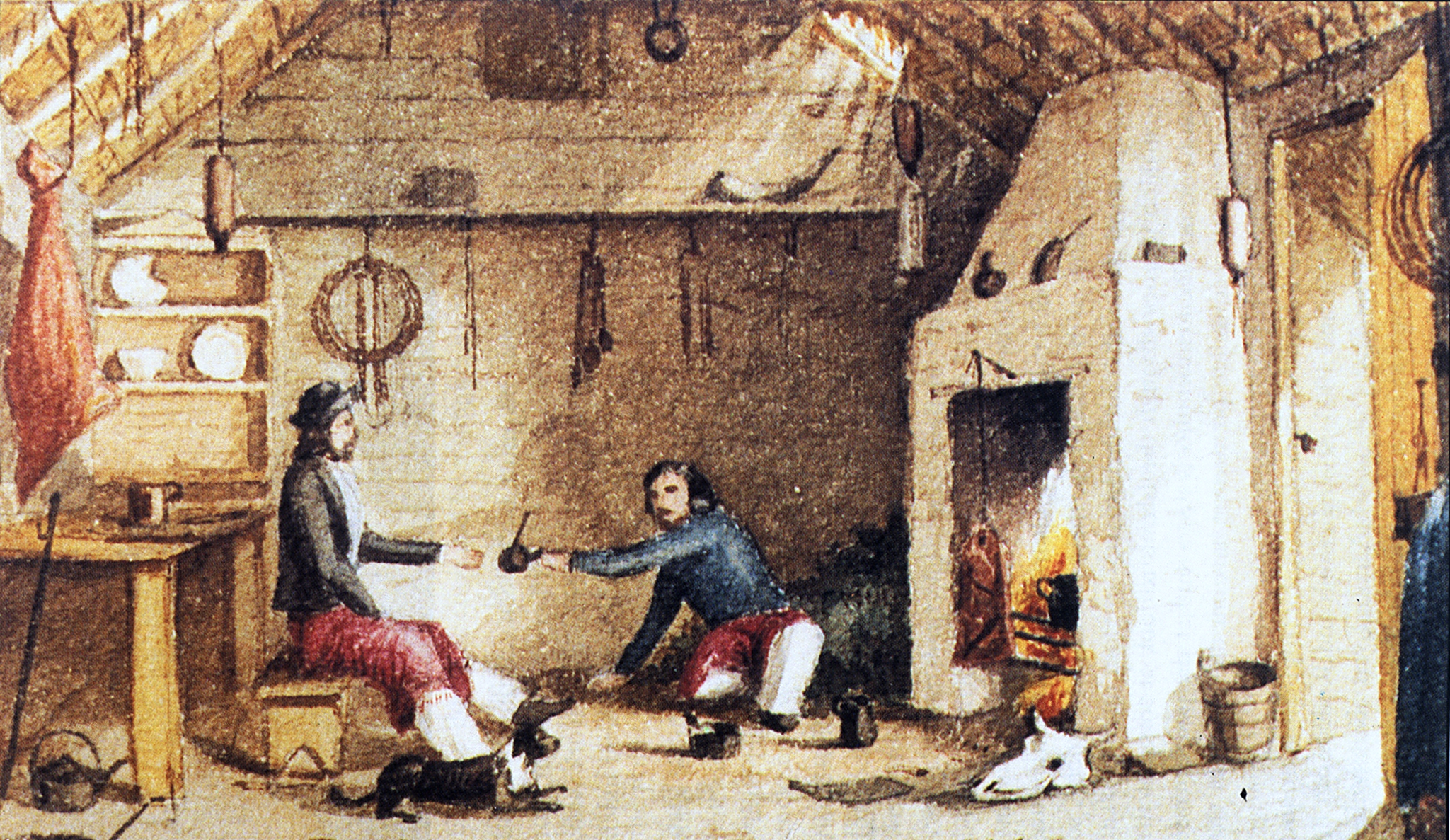
这幅水彩画描绘了来自南美大陆的两位高乔人在东福克兰岛拉佛尼亚半岛的一个定居点一起喝茶

福克兰群岛的文化主要源于英国文化”:21，根据博物学家威尔·瓦格斯塔夫（Will Wagstaff）的研究：“福克兰群岛是个适宜社交的地方，停下聊天是（这里的）一种生活方式”:21。
群岛上开办有两家周报，分别是《茶浆果快报》（Teaberry Express）和《企鹅新闻》（The Penguin News）:66。据瓦格斯塔夫形容，当地菜色大多采用土生土长的蔬菜、羊肉、牛肉和鱼肉”。饭后人们还经常会“喝茶或咖啡，配上自制的蛋糕和饼干”:63-64:65。-->

## 扩展阅读
- Caviedes, César. . Latin American Research Review. 1994, 29 (2): 172–187  [2014-07-23]. （原始内容存档于2014-03-22）.
- Darwin, Charles.  (PDF). Quarterly Journal of the Geological Society. 1846, 2: 267–274  [2014-07-23]. doi:10.1144/GSL.JGS.1846.002.01-02.46. （原始内容 (PDF)存档于2014-07-11）.
- Escudé, Carlos; Cisneros, Andrés (编). . Buenos Aires, Argentina: GEL/Nuevohacer. 2000. ISBN 978-950-694-546-6. Work developed and published under the auspices of the Argentine Council for International Relations (CARI).
- Freedman, Lawrence. . Oxon, UK: Routledge. 2005. ISBN 978-0-7146-5207-8.
- Greig, D.W.  (PDF). Australian Year Book of International Law. 1983, 8: 20–70  [2014-07-23]. ISSN 0084-7658. （原始内容存档 (PDF)于2014-07-09）.
- Ivanov, L. L.;  et al. . Sofia, Bulgaria: Manfred Wörner Foundation. 2003. ISBN 978-954-91503-1-5. Printed in Bulgaria by Double T Publishers.